# ハンス・クリスチャン・グラム
ハンス・クレスチャン・ヨアキム・グラム（Hans Christian Joachim Gram、1853年9月13日 - 1938年11月14日）はデンマークの細菌学者、病理学者、医師。
グラムは、肺炎で死亡する患者の肺組織の細菌が、クリスタルバイオレットとルゴール液で鮮やかに染まることを発見した。

## 幼少期と教育
彼は法学の教授であるフレデリク・テルケル・ユリウス・グラムとルイーズ・クレスチャン・ルールンドの子として生まれた。
彼はコペンハーゲン大学で勉強し、動物学者ヤペトゥス・ステーンストロップのもとで植物学の助手を務めた。植物について研究する中で彼は薬理学の基礎および顕微鏡の使用に触れた。
彼は1878年医学部に入学し、1883年に卒業した。1878年から1885年にかけて彼はヨーロッパ中を周遊した。

## 経歴

### グラム染色
彼は、1884年にベルリンで細菌を2つに大別する分類手法を発明した。この手法はグラム染色と呼ばれ、現在でも医科細菌学において標準的に用いられている。これによって彼は国際的な評判を得た。この染色法は後に細菌の分類において主要な地位を占めた。彼は謙虚な男であり、彼の重要な発表において「私はここにこの手法を公表するが、これが問題ある不完全なものだと承知している。しかしながら、同時にこの手法が他の研究者にとっても有用なものであると知られることを期待する」と述べている。
グラム染色は主染色剤としてクリスタルバイオレットを、対比染色剤としてサフラニンを用いている。紫色に染色される細菌は「グラム陽性菌」と呼ばれ、一方で赤色に対比染色されるものは「グラム陰性菌」と呼ばれる。

### 他の業績
彼の重要な業績としてヒトの赤血球に関するものがある。彼は大赤血球症が悪性貧血の特徴であると早期から認識していた。
1891年にはコペンハーゲン大学医学部で薬理学を教え、後年にはその教授に就任した。1900年には薬理学の教授職を退官し、代わりに医学の教授職を得た。教授として、彼はデンマークで広く使われることとなる4冊の臨床講義書を出版した。1923年にコペンハーゲン大学を退官し、1938年に死去した。

## 世間での認知
2019年9月13日、Google 社はカナダ、ペルー、アルゼンチン、オーストラリア、ニュージーランド、イスラエル、インド、およびいくつかのヨーロッパ諸国向けの Doodle にて彼の誕生日を祝った。

## 人物
グラムの曾孫にあたるローネ・グラムはデンマーク工科大学で微生物学者として勤務している。